# Gmina Svídnice (Dolnoslezské vojvodství)
Gmina Svídnice (polsky Gmina Świdnica) je polská vesnická gmina v okrese Svídnice v Dolnoslezském vojvodství. Sídlem gminy je město Svídnice. V roce 2020 zde žilo 17 400 obyvatel.
Gmina má rozlohu 207,8 km² a zabírá 28 % rozlohy okresu. Skládá se z 33 starostenství.

## Části gminy
Starostenství
Bojanice, Boleścin, Burkatów, Bystrzyca Dolna, Bystrzyca Górna, Gogołów, Grodziszcze, Jagodnik, Jakubów, Komorów, Krzczonów, Krzyżowa, Lubachów, Lutomia Dolna, Lutomia Górna, Makowice, Miłochów, Modliszów, Mokrzeszów, Niegoszów, Opoczka, Panków, Pogorzała, Pszenno, Słotwina, Stachowice, Sulisławice, Wieruszów, Wilków, Wiśniowa, Witoszów Dolny, Witoszów Górny, Zawiszów
Sídla bez statusu starostenství
Złoty Las